# Коломієць Володимир Родіонович
Володимир Родіонович Коломі́єць (2 листопада 1935 в селі Вовчків Переяслав-Хмельницького району на Київщині — помер 24 серпня 2017) — український поет, лауреат Шевченківської премії (1993).

## Життєпис
Народився в родині учителів. Від батька Родіона Коломійця, колишнього фронтовика і вчителя-історика, певно, взяв  у життя науку про мудрість  і правду, а від матері — пильний зір, задивлений  у народне мистецтво, заслуханість у мелос, у пісню… Блукаючи по «Тарасових слідах» на Переяславщині, з юності пройнявся щемкою любов'ю до рідного слова.
По закінченні Переяслав-Хмельницької середньої школи навчався з 1953 р. по 1958 р. на філологічному факультеті Київського державного університету імені Тараса Шевченка.
1967 року став батьком. В нього народилася донька Коломієць Лада Володимирівна. Зараз вона  український перекладознавець, перекладач, літературознавець доктор філологічних наук, професор. Завідувач кафедри теорії та практики перекладу з англійської мови Інституту філології КНУ імені Тараса Шевченка.
Працював у центральній пресі, у видавництвах «Держлітвидав» («Дніпро»), «Український письменник», тривалий час був головним редактором журналу «Дніпро».
Член Національної спілки письменників України з 1962, обирався членом президії та секретарем Київської міської організації НСПУ.
Мав доньку Ладу (зараз доктор філологічних наук, викладач) і сина Богдана (зараз програміст). Дружина Людмила — пенсіонерка. Молодший брат — Олег Князенко, поет, краєзнавець, шевченкознавець, перекладач з іспанської та болгарської мов, музейний та культурний діяч, член Українського товариства охорони пам'яток історії та культури, член Всеукраїнського товариства «Просвіта» ім. Т. Г. Шевченка, член Національної спілки письменників України (1990), почесний громадянин Переяслава.
Поховали Володимира Коломійця у м. Ржищів, де він з родиною останні 28 років проживав.

## Творчість
Видав понад 40 збірок.
Першу збірку поезій «До серця людського» видав у 1959 р. Згодом вийшли «Рунь» (1962), «Планета на житній стеблині» (1964), «Колиска жайвора» (1966), «Поезії» (1967), «Поміж чуттями і дивами» (1969), «Партитура тривоги» (1971), «По сей бік райдуги» (1972), «Переяслав» (1974), «День творіння» (1975), «Розмисел» (1976), «На відстані серця» (1978), «Не втратить вічності» (1980), «Від обрію до обрію» (1981), «Світень» (1982), «Подих моєї землі» (1984), «Сузір'я миру» (1987), «Яре віно» (1988), «Семигори» (1990), «Русло» (1991), «Золотосинь» (1992), «Правнуки Дажбожі» (1999), «Поки ще світить Сонце» (2005). Творчість сучасного майстра української поезії Володимира Коломійця добре відома  шанувальниками красномовного письменства. До книги вибраного «Видива на дорозі», укладеної автором напередодні свого 70-річчя, входять його найкращі вірші та поеми, видрукувані у збірках  — від першої «До серця людського» (1959) аж до збірки «Золотосинь», за яку автор був удостоєний звання лауреата Шевченківської премії 1993 року, а також деякі твори з інших подальших видань.
Віршам Коломійця притаманні лірична зосередженість, енергійність інтонацій, публіцистичність образів; у них він окреслює сучасне життя та розкриває духовні обрії людини. У поемах «Горицвіт», «Не втратить вічності» (обидві — 1980), «Сестра Землі», «Серед шаленого червня…» (обидві — 1984), «Семигори» (1985; 1990), «Сомкова Долина» (1986) осмислює гуманістичний ідеал українського народу.
Міцно зв'язаний з народним ґрунтом, з рідною землею, автор цієї книги мовить про людину  в контексті історії, — питаннями смислу людського життя перейнято чимало  його поем та віршів. Прозираючи  й розкриваючи через образне, запахуще Слово праглибину України, він водночас бере до серця її сучасні боління та сподівання.
Чимало творів українського поета перекладено на мови іноземні,— зокрема, видано свого часу книжки з його поезіями вірменською, російською, білоруською, англійською… І сам В. Коломієць працює у галузі поетичного перекладу з різних мов на українську.<
Помітний з роками Володимир Коломієць і в жанрах есеїстики, народознавства,— врешті ним нині підготовлені до друку книжки «Як молоде вино шуміло…» (мемуаристика) та «Одкровення від ластівки» (дослідження з української міфології, етимології та мови). А в 2006 р. вийшла друком його прозова повість (у новелах) під назвою «Роса і попіл». Він також упорядкував і прокоментував тритомну антологію української поезії всіх часів «Небо України».
Удостоєний 1993 року Державної премії України імені Т. Г. Шевченка за збірку поезій «Золотосинь».
Автор збірок:
1. «До серця людського» (1958),
2. «Рунь» (1962),
3. «Планета на житній стеблині» (1964),
4. «Колиска жайвора»,
5. «Поезії» (1967),
6. «Поміж чуттями і дивами» (1969),
7. «Партитура»,
8. «По сей бік райдуги»,
9. «Переяслав» (1974),
10. «День творення» (1975),
11. «Роздум» (1976),
12. «На відстані серця» (1978),
13. «Від обрію до обрію»,
14. «Світень»,
15. «Подих моєї землі»,
16. «Сузір'я миру»,
17. «Яре вино»

Після 1992:
1. «Семигори»,
2. «Русло»,
3. «Золотосинь»,
4. «Правнуки Дажбожі»,
5. «Поки ще світить Сонце…»;
6. «Роса і попіл…» Повість із побутових та непобутових новел. — Київ: Український письменник, 2006. — 135 сторінок ISBN 966-579-168-9

Автор збірок віршів для дітей:
1. «Зозулині черевички»,
2. «Дід глід і глоденятко»,
3. «Ярмарок див»,
4. «Весела оселя»,
5. «Лесикова сопілка» та інші;

Упорядкував тритомну антологію української поезії всіх часів «Небо України», зокрема:
- Українське диво. Поетична антологія. Книга друга. /За упорядкуванням та редакцією Володимира Коломійця. — Київ: Український письменник, 2005

Виданий переклад російською рос. «Колыбель жаворонка». Москва, 1969.

## Твори для дітей
Поет відомий у першу чергу своїми «дорослими» віршами, однак і для дітей написав чимало. Свого часу у видавництві «Веселка» побачили світ його «дитячі» збірки поезій — «Зозулині черевички» (1971), «Дід глід і глоденятко» (1973), «Ярмарок див» (1983), «Весела оселя» (1986), «Лесикова сопілка» (2003) та ін.
У 2008 році вийшла збірка «Зелене Око» є своєрідною антологією української поезії для дітей. Під однією обкладинкою тут зібрано і хрестоматійні вірші, відомі більшості читачів, і досі маловідомі твори. Тисяча й один дитячий текст витворює панораму українського віршування для дітей дошкільного, молодшого та середнього шкільного віку. Із такої значної кількості творів кожен може вибрати й облюбувати власний комплект віршів на свій смак.
У 2010 році вийшла збірка віршів під назвою «Улюблені вірші» видавництва «А-БА-БА-ГА-ЛА-МА-ГА» куди увійшли вірші не тільки Володимира Коломійця, а й таких відомих письменників як Наталя Забіла, Степан Руданський, Тарас Шевченко, Микола Вінграновський та інші.
У 2013 році   вийшла книга  «Мирослав і Любомир». Її він присвятив своїм онукам-близнюкам. Вірші адресовані дошкільнятам та учням молодших класів.

## Відзнаки
Лауреат Державної премії України імені Тараса Шевченка (1993) — за збірку поезій «Золотосинь».